# Pavlo Lapsjyn
Pavlo Lapsjyn, född 12 mars 1988 i Dnepropetrovsk, Ukrainska SSR, Sovjetunionen är en ukrainsk medborgare. Han har erkänt terrordåd mot muslimer i England.
25-årige Lapsjyn anlände till England från Ukraina den 24 april 2013 efter att ha fått anställning hos ett mjukvaruföretag i Birmingham. Den 29 april mördade han 82-årige Mohammed Saleem med tre knivhugg bakifrån. I juni och juli samma år utförde han bombdåd mot tre moskéer, i Walsall, Wolverhampton respektive Tipton. Han greps av polis den 18 juli. Han erkände mordet och bombningarna och angav som motiv att han ville starta ett raskrig. I Lapsjyns hem i Birmingham hittade man nazistisk litteratur, och på hans dator fanns bland annat ljudklipp av rasistiska slagord från högerextrema rörelser i Östeuropa. Han dömdes den 25 oktober 2013 till 40 års fängelse.